# Nancy Paredes
Nancy Paredes Jaúregui (Pucarani, 1942-  La Paz, 21 de marzo de 2023), también conocida como Nancywa, fue una escritora, investigadora y activista por los derechos de las personas viviendo con VIH boliviana. Fue una de las primeras personas viviendo con VIH en su país que hizo pública su identidad, misma que se realizó en un acto performático en la televisión.

## Formación
Estudió Filosofía y Letras en la Universidad Mayor de San Andrés en La Paz. Posteriormente, se trasladó a México, donde obtuvo el grado de maestría.

## Activismo
Tras descubrir su diagnóstico, alrededor del año 2004, organizó Wasynancywa,un grupo de ayuda para personas viviendo con VIH. Este grupo fue una de las organizaciones que formaron parte de REDBOL
En su discurso público mencionaba de manera reiterada el peso del miedo y la discriminación que pesaba sobre los pacientes.En 1998 participó de la la Conferencia Panamericana de VIH/SIDA en Lima.

## Obra
Paredes trabajó en promover la valoración de la cultura oral y el idioma aymara, siendo pionera en el planteamiento en algunos espacios académicos.Entre sus obras resaltan:
- La literatura oral a través del cuento aymara. Análisis del cuento Ma condorampi Ma tawakompi, 1981

- La tradición oral y perspectivas, 1993[17]
- Análisis de la tradición oral andina a través del cuento aymara La qhachwa, 1992[18][19]
- Respuesta local a la pandemia del VIH-sida con el enfoque del Ayni, 2003 [20]
- Lenguaje, lengua y pensamiento, 2001[21]

Traducciones
- K'umaraqasina wawaniñxata, ukhamarak chachampi warmimpi ikthapiñxata aruskipasipxañani (Hablemos de salud sexual reproductiva), 2004[22]

## Reconocimientos
En 2018 recibió la nominación Líderes en el tiempo-Emilio Villanueva Peñaranda, de parte del Gobierno Autónomo Municipal de La Paz.
REDBOL, la red de personas viviendo con VIH en Bolivia, en 2018 la consideró entre las personas merecedoras de reconocimiento por su labor como defensora de los Derechos Humanos de este grupo de personas. El reconocimiento se realizó en el marco del Día Internacional de los Derechos Humanos.